# Jair Santos
Jair Santos (* 16. April 1985) ist ein brasilianischer Straßenradrennfahrer.
Jair Santos wurde 2004 brasilianischer Vizemeister im Straßenrennen der U23-Klasse. In der Saison 2007 gewann er eine Etappe bei der Volta Ciclistica Internacional do Paraná und bei der Volta Ciclística Internacional de Santa Catarina belegte er den dritten Platz in der Gesamtwertung. Im folgenden Jahr gewann er bei der Volta do Estado de São Paulo die achte Etappe und wurde Dritter in der Gesamtwertung. Im Jahr 2010 gewann er als Solist die dritte Etappe der Volta Ciclística Internacional de Gravataí und beendete die Rundfahrt als Gesamtsiebter.

## Erfolge
2007
- eine Etappe Volta Ciclística Internacional do Paraná

2008
- eine Etappe Volta do Estado de São Paulo

2010
- eine Etappe Volta Ciclística Internacional de Gravataí